# Такетомі (острів)
Острів Такето́мі (яп. 竹富島, たけとみじま, Такетомі-Дзіма) — невеликий острів в групі Яеяма островів Сакісіма архіпелагу Рюкю, Японія. Адміністративно належить до округу Такетомі району Яеяма префектури Окінава.
Площа острова становить 6,32 км², населення становить 361 особа (2006).
На острові знаходиться містечко Такетомі. З'єднаний з островом Ісіґакі поромом.
Найвища точка Такетомі — 21 м.

## Галерея

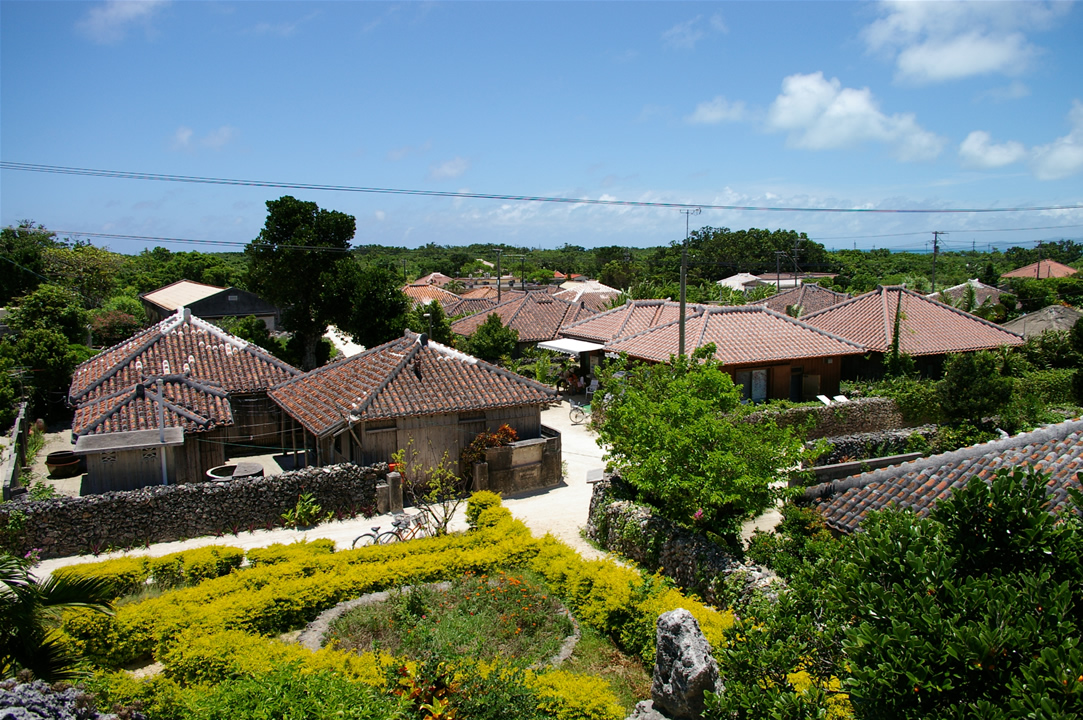
Містечко Такетомі
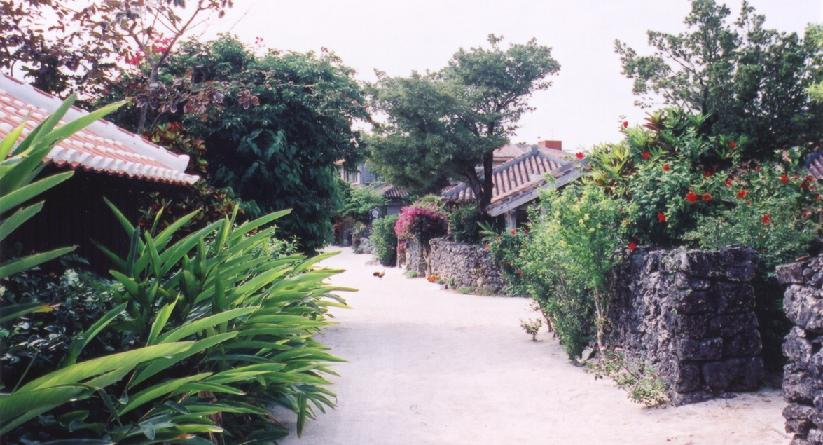
Містечко Такетомі
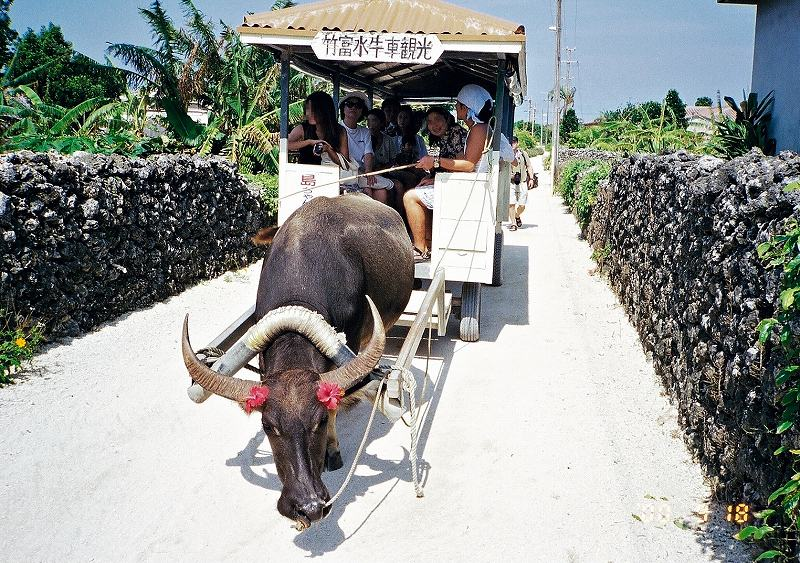
Традиційний транспорт